# Englischer Garten (München)
A müncheni Englischer Garten (Angol kert) München hatalmas, 417 hektár területű városi parkja, Európa legnagyobb ilyen jellegű létesítménye. Összehasonlításul a New York-i Central Park 341 ha, a londoni Hyde Park 141 ha területen fekszik. A Rumford gróf néven is ismert amerikai Benjamin Thompson tervei alapján hozták létre ezt a parkot 1789-ben, Károly Tivadar pfalzi és bajor választófejedelem uralkodása idején. 1804-től Ludwig von Sckell kertépítő mérnök alakította tovább. Nevét az angolkertnek megfelelő stílus miatt kapta.
A parkban több díszítő jellegű építmény található. Egyikük a Monopteros, azaz körtemplom. A római stílusú ión oszlopfőkkel díszített templomot I. Lajos építtette Károly Tivadar választófejedelem emlékére (Leo von Klenze alkotása). Másik látnivaló az ún. Kínai torony, amelyet Joseph Frey tervei alapján Johann Baptist Lechner épített 1790-ben. A második világháborúban elpusztult épületet 1952-ben pótolták az eredetihez hű másolattal. Szintén Johann Baptist Lechner nevéhez fűződik az 1790-ben épült, ún. Gazdasági épület, és az 1791-ből való Rumford-ház. A park területén található ezen kívül még az 1972. évi nyári olimpiai játékok (a XX.) alkalmából Münchennek ajándékozott japán teaház.